# Apomecyna cretacea
Apomecyna cretacea är en skalbaggsart som först beskrevs av Hope 1831.  Apomecyna cretacea ingår i släktet Apomecyna och familjen långhorningar.
Artens utbredningsområde är Laos. Inga underarter finns listade i Catalogue of Life.